# X-Men: Dark Phoenix
X-Men: Dark Phoenix är en amerikansk superhjältefilm från 2019. Filmen är regisserad av Simon Kinberg, som även skrivit manus. Den är baserad på Marvel Comics superhjältegrupp X-Men och är en uppföljare till X-Men: Apocalypse (2016).
Filmen hade premiär i Sverige den 5 juni 2019, utgiven av 20th Century Fox.

## Handling
I den här filmen får X-Men möta en av deras mäktigaste fiende, en av deras egna. Jean Grey blir träffad av en mystisk kraft under ett räddningsuppdrag i rymden som näst intill dödar henne. Kraften gör att hon blir mycket starkare och extremt instabil. X-Men tvingas samlas för att både kunna rädda en av sina egna och för att stoppa utomjordingarna från att ta över universum.

## Rollista (i urval)
| - James McAvoy – Professor Charles Xavier - Michael Fassbender – Erik Lehnsherr / Magneto - Jennifer Lawrence – Raven / Mystique - Nicholas Hoult – Hank McCoy / Beast - Sophie Turner – Jean Grey / Phoenix - Tye Sheridan – Scott Summers / Cyclops - Alexandra Shipp – Ororo Munroe / Storm | - Evan Peters – Peter Maximoff / Quicksilver - Kodi Smit-McPhee – Kurt Wagner / Nightcrawler - Jessica Chastain – Vuk - Scott Shepherd – John Grey - Ato Essandoh – Jones - Brian d'Arcy James – USA:s president - Halston Sage – Dazzler |

## Mottagande
På Rotten Tomatoes har filmen ett godkännandevärde på 22 procent baserat på 366 recensioner, med ett genomsnittligt betyg på 4,63/10. Filmen är den lägst betygsatta X-Men-filmen på webbplatsen.